# Paweł Pepłowski
Paweł Pepłowski herbu Gozdawa (ur. 1810 w Sarnowie, zm. 1864 w Paryżu) – porucznik wojsk polskich w powstaniu listopadowym.

## Życiorys
W 1821 wstąpił do 7 Pułku Piechoty Liniowej Królestwa Kongresowego. 10 marca 1831 odznaczony Krzyżem Złotym Orderu Virtuti Militari. Po upadku powstania przebywał na emigracji we Francji. Pochowany na Cmentarzu Montmartre.